# Campylopus austro-alpinus
Campylopus austro-alpinus är en bladmossart som beskrevs av Jean Édouard Gabriel Narcisse Paris 1894. Campylopus austro-alpinus ingår i släktet nervmossor, och familjen Dicranaceae. Inga underarter finns listade i Catalogue of Life.